# Grupo América
El Grupo América (antes conocido como Grupo Uno o Grupo Vila-Manzano) es una empresa multimedios argentina creada por los empresarios mendocinos Daniel Vila y José Luis Manzano. Grupo América es uno de los propietarios de América TV (junto al empresario Claudio Belocopitt), al igual que muchos otros canales de televisión, diarios, radios y empresas de telecomunicaciones en todo el país.
Además de América TV, otros de los medios más conocidos en su portafolio son El Siete (Mendoza), Canal 8 (San Juan), Canal 10 (Junín), A24, Radio Nihuil, Radio La Red, Blue 100.7 y El Cronista. En abril de 2017 relanzaron la señal A24 con una nueva y renovada programación.
Anteriormente el operador de televisión por cable Supercanal (hoy rebautizado como Super) pertenecía al grupo; el mismo fue vendido en julio de 2018 al grupo CVI Austral LLP, por la suma aproximada de USD 180 millones.[cita requerida]
En 2019 el grupo vendió el diario La Capital (de Rosario) junto con los medios que poseía en la provincia de Santa Fe a un grupo empresario liderado por Gustavo Scaglione.
En 2021 el multimedios adquirió la totalidad del diario económico El Cronista. Ese mismo año adquirió la mayor distribuidora argentina de electricidad, Edenor.
El 21 de noviembre de 2024, el Directorio del Grupo América comunicó el ingreso como accionista de Gustavo Scaglione, quien adquirió la totalidad de la participación accionaria que poseía el Gabriel Hochbaum. Scaglione es propietario de Grupo Televisión Litoral, que incluye Radio 2, FM Vida, Canal 3 y Rosario 3. También posee la mayoría de las acciones de los diarios Uno Santa Fe, Paraná y La Capital, además de las radios La Red, FM Del Siglo y LT8. En Bariloche adquirió Canal 6, mientras que en Tucumán, Salta y en el suroeste de la Provincia de Buenos Aires controla canales asociados a Telefe, Canal 8, Canal 9 y Canal 11. En Córdoba, tiene previsto lanzar la nueva LV2 en 2025.

## Medios del grupo
Los medios propiedad del grupo son los siguientes:

### Medios impresos
Este es el único medio impreso del Grupo América.
| Medios escritos | Tipo      | Fundación              | Género   |
| --------------- | --------- | ---------------------- | -------- |
| El Cronista     | Periódico | 1 de noviembre de 1908 | Economía |

### Radio

#### Emisoras nacionales
Estas son las emisoras radiales del Grupo América.
| Logo | Nombre                              | Programación | Fundación            | Emisoras             |
| ---- | ----------------------------------- | --- | -------------------- | -------------------- |
|      | Radio La Red Pasión por la radio    | Emisora radial generalista. En su programación destacan programas informativos, culturales, de opinión y deportes. | 1991                 | 910 AM y repetidoras |
|      | Blue 100.7 Todo es mejor con música | Emisora radial musical. Su programación se compone de playlists de canciones soft, easy listening, rock y pop.     | 2 de febrero de 2004 | 100.7 FM             |

#### Emisoras regionales
Son las señales regionales del Grupo América.
| Nombre                  | Cobertura                                    | Frecuencia/s en la que opera |
| ----------------------- | -------------------------------------------- | ---------------------------- |
| LV6 Radio Nihuil        | Mendoza, Sur de San Juan y Oeste de San Luis | AM 680 - FM 98.9             |
| Brava                   | Mendoza                                      | FM 94.9                      |
| Ayer                    | Mendoza                                      | FM 98.1                      |
| Montecristo             | Mendoza                                      | FM 93.7                      |
| UNA                     | Mendoza                                      | FM 96.1                      |
| Latinos                 | Mendoza                                      | FM 88.3                      |
| LRJ732 Festival         | Mendoza                                      | FM 89.7                      |
| LRJ705 La Red Mendoza   | Mendoza                                      | FM 94.1                      |
| LRJ201 Radio Calingasta | Oeste de San Juan y Noroeste de Mendoza      | AM 990                       |
| FM Nuestra              | Calingasta, San Juan                         | FM 103.5                     |

### Televisión

#### Canales nacionales
Estos son los canales nacionales del Grupo América, son las señales de Buenos Aires.
| Logo | Nombre                                 | Programación | Fundación           | Canales                                     |
| ---- | -------------------------------------- | --- | ------------------- | ------------------------------------------- |
|      | América TV Siempre con vos             | Canal principal generalista, es la señal matriz del grupo, ya que su programación se emite tanto para Buenos Aires como para el territorio argentino. En su programación destacan programas matutinos, de farándula y entrevistas que se enfocan en la política, noticieros y talk shows. | 25 de junio de 1966 | LS 86 TV Canal 2 (Análogo) Canal 36.1 (TDT) |
|      | A24 Siempre del lado de los argentinos | Canal temático de noticias. En su programación destacan noticieros, en donde presentan las noticias más relevantes de ámbito nacional e internacional. Además, programas periodísticos, opinión y de entrevistas.                                                                         | 15 de abril de 1993 | Canal 36.3 (TDT)                            |

#### Televisión regional
Son las señales regionales del Grupo América, transmiten como repetidoras de América TV, A24 y Radio La Red de Buenos Aires. También cuentan con programación propia.
| Provincia    | Logo | Canal                 | Indicativo         | Programación | Ciudad de la licencia | Fundación                  | Canales                                                  |
| ------------ | ---- | --------------------- | ------------------ | --- | --------------------- | -------------------------- | -------------------------------------------------------- |
| Buenos Aires |      | Canal 10 (Junín)      | LRH 450 TV         | Gran parte de la programación consiste en retransmitir los contenidos de América TV. También posee programación local, entre los que se destacan Canal 10 Noticias y Gente de campo.       | Junín                 | 4 de octubre de 1985       | Canal 10 (Junín) Canal 12 (9 de Julio) Análogo           |
| Mendoza      |      | El Siete              | LV 89 TV           | Cierta parte de la programación consiste en retransmitir los contenidos de América TV. También posee programación local.                                                                   | Mendoza               | 7 de febrero de 1961       | Canal 7 Análogo Canal 31.1 (TDT) y repetidoras           |
| Mendoza      |      | A24 Mendoza           | LV 89 TV           | Gran parte de la programación consiste en retransmitir los contenidos de A24. También posee programación local.                                                                            | Mendoza               |                            |                                                          |
| San Juan     |      | Canal 8 (San Juan)    | LV 82 TV           | Cierta parte de la programación consiste en retransmitir los contenidos de América TV y A24 y programas en conjunto con Canal 7 de Mendoza. También posee programación local.              | San Juan              | 2 de mayo de 1964          | Canal 8 Análogo Canal 31.1 (TDT Argentina y repetidoras) |
| San Juan     |      | Radio La Red San Juan | LV 82 TV           | Repetidora de Radio La Red. | San Juan              | 1 de mayo de 2022          | Canal 31.5 (solo audio) (TDT Argentina y repetidoras)    |
| Tucumán      |      | América Tucumán       |                    | Gran parte de la programación consiste en retransmitir los contenidos de América TV y A24. También posee programación local, entre los que se destacan América Noticias Tucumán y A las 7. | San Miguel de Tucumán | 2017                       | Canal 28.1 (TDT Argentina)                               |
| Tucumán      |      | A24 Tucumán           | Repetidora de A24. | | San Miguel de Tucumán | Canal 28.2 (TDT Argentina) |                                                          |

### Televisión por suscripción e internacional
Estos son las señales internacionales del Grupo América.
| Logo | Nombre                                          | Programación | Fundación           | Cobertura  |
| ---- | ----------------------------------------------- | --- | ------------------- | ---------- |
|      | América Internacional Siempre con vos           | Canal principal generalista, transmite como repetidora en el exterior de Argentina, en su programación destacan programas matutinos, de farándula y entrevistas que se enfocan en la política, además emite noticieros y talk shows. | 25 de junio de 1966 | Sudamérica |
|      | América Paraguay Siempre con vos                | Transmite como repetidora internacional de América TV para Paraguay. | 25 de junio de 1966 | Paraguay   |
|      | A24 Paraguay Siempre del lado de los argentinos | Transmite como repetidora internacional de A24 para Paraguay. | 15 de abril de 1993 | Paraguay   |

## Digitales e Interactivos
Son los servicios del Grupo América.
| Nombre               | Género                            |
| -------------------- | --------------------------------- |
| América TV           | Variedades                        |
| Radio La Red         | Noticias y variedades             |
| A24.com              | Noticias                          |
| Diario Uno (Mendoza) | Noticias locales                  |
| San Juan 8           | Noticias locales                  |
| El Cronista          | Economía                          |
| Primicias Ya         | Espectáculos (sección de A24.com) |
| Ovación              | Deportes (sección de A24.com)     |

## Denuncias de corrupción
El multimedios, al igual que sus propietarios y los negocios que comparten entre ellos, ha sido denunciado repetidas veces por estafa y lavado de dinero, al igual que despidos injustos. Sin embargo, los propietarios del holding de medios han sido sobreseídos de las distintas causas.